# Pløjesamling
Pløjesamling (tandsamling) er en samlingsmetode der bruges ved sammenlimning af træemner hvor der ønskes større limflade end ved "ret" sammenføjning, for eksempel på køkkenbordplader eller samling af meget olieholdige træsorter.
Ordet er opstået pga. udseendet, da de nyfræste emner ligner plovfurer.
| Håndværk | Spire Denne artikel om håndværk eller håndarbejde er en spire som bør udbygges. Du er velkommen til at hjælpe Wikipedia ved at udvide den. |